# Philipp Degen
Philipp Degen (nascut a Hölstein, el 15 de febrer del 1983), és un futbolista suís que actualment juga de defensa central al Liverpool FC de la Premier League anglesa. Degen també juga per la selecció de Suïssa des del 2005 amb la qual ha participat en la Copa del Món de 2006 i en l'Eurocopa 2008.